# Bucureasa
Bucureasa – wieś w Rumunii, w okręgu Gorj, w gminie Dănești. W 2011 roku liczyła 471 mieszkańców.